# Prunus maximowiczii
Prunus maximowiczii (danh pháp đồng nghĩa: Padus grayana hay Padellus maximowiczii), còn được gọi với những cái tên như anh đào núi Hàn Quốc hay anh đào Miyama, là một loại anh đào thuộc chi Mận mơ, thường mọc hoang ở các quốc gia trong khu vực Đông Bắc Á (Nga, Trung Quốc, Hàn Quốc, Nhật Bản). Loài này được mô tả lần đầu tiên vào năm 1857 bởi Franz Josef Ruprecht.

## Mô tả
P. maximowiczii là cây rụng lá, thường cao khoảng 7 m, ưa đất ẩm nhưng dễ thoát nước, mọc ở độ cao khoảng của 1000 – 1100 m. Cây có thể phát triển dưới nắng mới trời hoặc chóng bóng râm (dưới các tán cây rừng). Môi trường sống của loài này thường thấy ở những vùng rừng núi, những nơi đất mùn, xen lẫn trong đám cây bụi và các loài thân thảo.
Vỏ và cành cây có màu nâu sậm, cành non có lông tơ. Lá hình elip, dài 3 – 9 cm và rộng 1,5 – 4 cm, màu xanh nhạt, có răng cưa; cuống lá dài khoảng 0,5 - 1,5 cm, có lông tơ bao phủ; thường chuyển màu vàng hoặc đỏ nhạt khi vào thu. Hoa mọc thành cụm khoảng 5 tới 10 hoa, lưỡng tính, 5 cánh màu trắng muốt, cuống hoa dài khoảng 0,5 - 1,5 cm, nở cùng với thời điểm ra lá (khoảng tháng 5 - 6). Quả hạch màu đen tuyền, hình trứng, dài 7 – 8 mm và đường kính 5 – 6 mm, chín vào tháng 9.

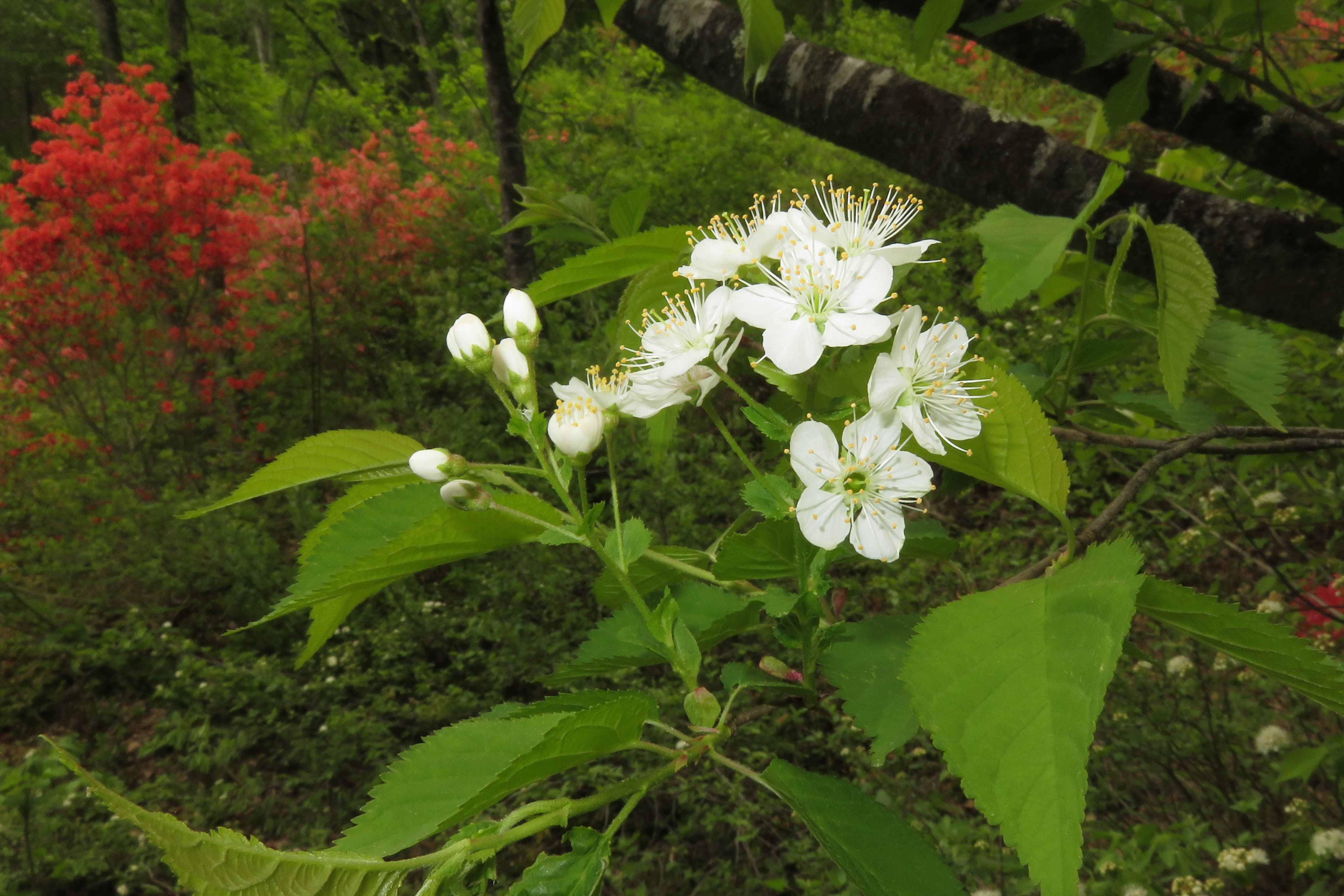
Hoa và lá của Prunus maximowiczii

P. maximowiczii thường bị tấn công bởi những loài sâu bướm (ấu trùng của Malacosoma americanum và Rheumaptera prunivorata). Một số loài sâu bọ gây bệnh (như Phloeotribus liminaris, Synathedon pictipes) thường đục khoét thân cây, làm giảm chất lượng gỗ và làm biến dạng gốc rễ của cây non.

## Sử dụng
Quả của P. maximowiczii ăn được, trong tự nhiên là nguồn thức ăn của các loài hươu nai, chim chóc, sóc, chuột, thỏ. Ngoài ra, hoa của nó cũng được dùng như một gia vị. Lá cây được dùng làm thuốc nhuộm màu xanh lá, trong khi trái của nó có thể cho ra màu xám đậm hoặc cũng màu xanh lá.
Gỗ của P. maximowiczii rất cứng và nặng, rất thích hợp trong việc chạm khắc gỗ hoặc chế tạo những món đồ nội thất. Lá, cành và vỏ cây có chứa chất độc hydro xyanua, tuy nhiên với lượng nhỏ của chất này sẽ kích thích hệ hô hấp và cải thiện hệ tiêu hóa, được dùng để chiết xuất genistein.

## Chú thích

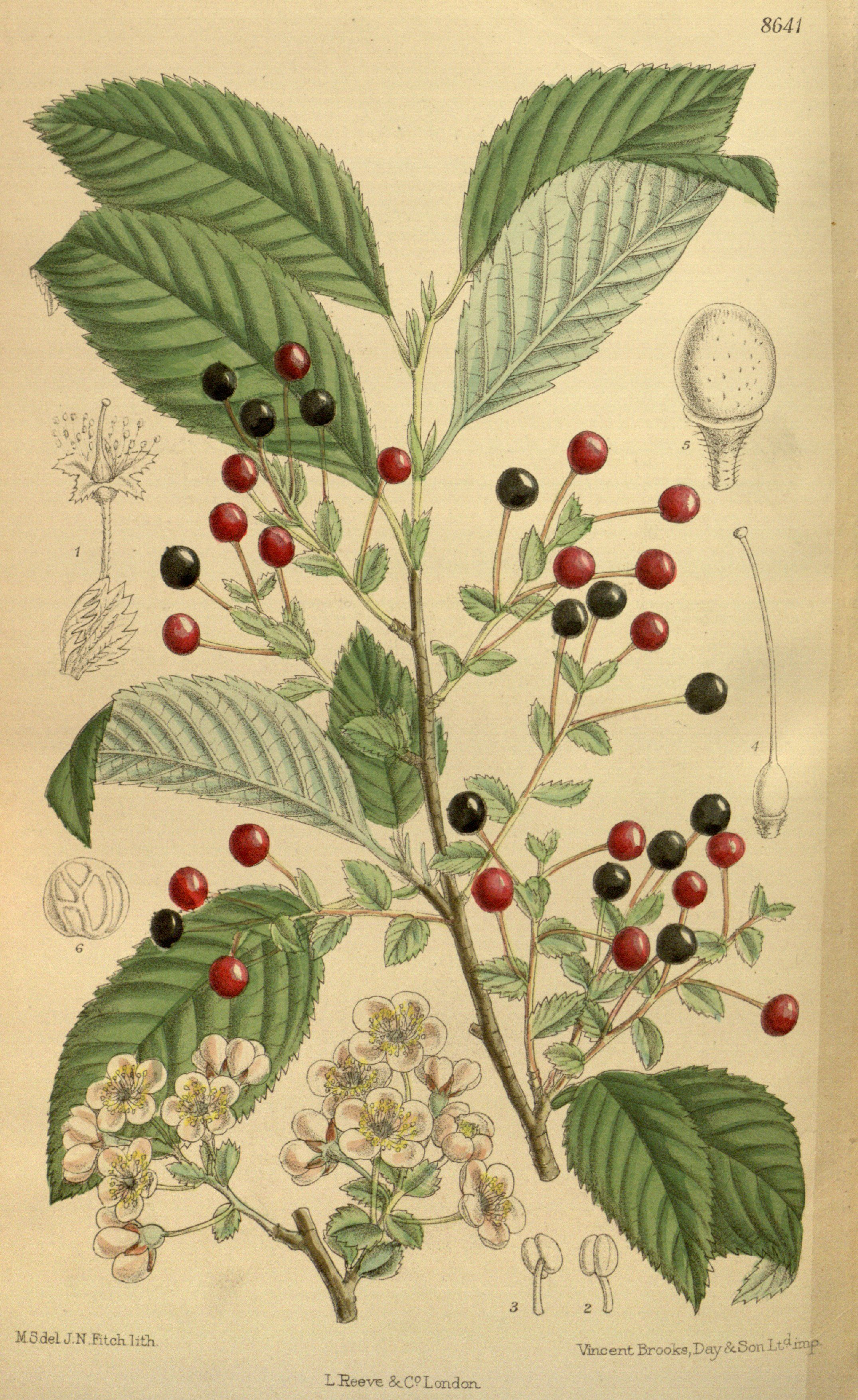
Tranh vẽ mô tả P. maximowiczii